# 花冠のマドンナ
『花冠のマドンナ』（かかんのマドンナ）は、さいとうちほによる漫画作品。
小学館『少女コミック』に連載されていた。フラワーコミックスより全7巻が発行されていたが、絶版。小学館文庫より文庫版全4巻が発行されている。

## あらすじ
16世紀、イタリア、ルネサンス期。
「エメラルドの獅子」と名付けられた宝剣を手にしたものが、イタリアを統べる王になる、という伝説があった。天才・レオナルド・ダ・ヴィンチが描いたという絵画「花冠のマドンナ」に、その剣の在りかを示すヒントがあるという。
北の街・パドヴァに住むレオノーラは、その「花冠のマドンナ」に描かれた人物と瓜二つの容貌だった。他人に利用されるくらいならいっそのこと自分がその剣を手に入れよう…そう決意したレオノーラは、絵画の作者ダ・ヴィンチを訪ねる。
イタリアの覇権を巡り、天才と野心家と美女が奔走する。

## 登場人物
レオノーラ
銀の髪とエメラルド色の瞳を持つ美少女。物心ついた頃から片耳に赤いピアスを付けている。没落貴族の娘。伝説のことは何も知らなかった。人目を欺くため髪を切り銀髪を黒く染め、レオという少年に扮する。
ファルコ
ナポリ王国の王子。没落寸前の国の再建を願う。絵画の「花冠のマドンナ」に憧れを抱いていた。
チェーザレ・ボルジア
ローマ教皇アレクサンデル6世の息子。婚外子。教会軍の総司令官を務める。
ルクレツィア・ボルジア
チェーザレの実の妹。兄の野心のため複数回政略結婚をさせられるが、チェーザレに兄妹愛以上の想いを抱いている。
レオナルド・ダ・ヴィンチ
絵画「花冠のマドンナ」の作者で、万能の天才と畏怖される人物。
ラファエロ・サンツィオ
画家の卵。後にダ・ヴィンチとミケランジェロに並ぶ、ルネサンス芸術の三巨頭の最後の一人と称されるほどの画家になる。
サンドロ
盗賊のリーダーで、後にレオノーラ、ファルコの協力者となる。

## 書誌情報
さいとうちほ 『花冠のマドンナ』
| - 小学館〈フラワーコミックス〉 全7巻 1. 1993年05月26日発売、ISBN 4-09-135121-2 2. 1993年08月26日発売、ISBN 4-09-135122-0 3. 1993年11月26日発売、ISBN 4-09-135123-9 4. 1994年02月26日発売、ISBN 4-09-135124-7 5. 1994年05月26日発売、ISBN 4-09-135125-5 6. 1994年08月26日発売、ISBN 4-09-135126-3 7. 1994年10月26日発売、ISBN 4-09-135127-1 | - 小学館〈小学館コミック文庫〉 全4巻 1. 2002年8月10日発売、ISBN 4-09-191481-0 2. 2002年8月10日発売、ISBN 4-09-191482-9 3. 2002年9月14日発売、ISBN 4-09-191483-7 4. 2002年9月14日発売、ISBN 4-09-191484-5 |